# Nerita
Nerita – rodzaj ślimaków morskich, w języku polskim zwany również neritą, przypominający wyglądem słodkowodne rozdepki, z którymi należąc do rodziny rozdepkowatych (Neritidae) jest blisko spokrewniony; rozdepki w języku angielskim nazywają się nawet „słodkowodnymi neritami”. Muszla wybitnie dostosowana do środowiska życia ślimaka, o grubych ścianach i opływowym kształcie, zbliżonym do półkuli lub połówki jaja, przeważnie wzdłużnie żebrowana lub gładka. Forma jej nie jest więc wyszukana, a dekoracyjność polega głównie na ubarwieniu, które może bardzo różnić się nawet w obrębie jednego gatunku. Szczególnie wyraźnym przykładem tego jest Nerita adenensis. Do zamykania otworu służy grube, półkoliste wieczko wapienne, zaopatrzone od wewnątrz w wyrostek, służący do przyczepu mięśni. Długość muszli 1–5 cm. Roślinożerne – żywią się różnym pokarmem roślinnym od okrzemek po trawę morską Thalassia.
Nerity są mieszkankami gorących i ciepłych mórz pełnosłonych. Żyją w wodach przybrzeżnych, zamieszkując przeważnie strefę pływów o dnie skalistym lub kamienistym. Obecnie znanych jest ponad 100 gatunków, a ponadto w morzach występują pokrewne i bardzo podobne rodzaje ślimaków, jak np. Neritina.

## Gatunki

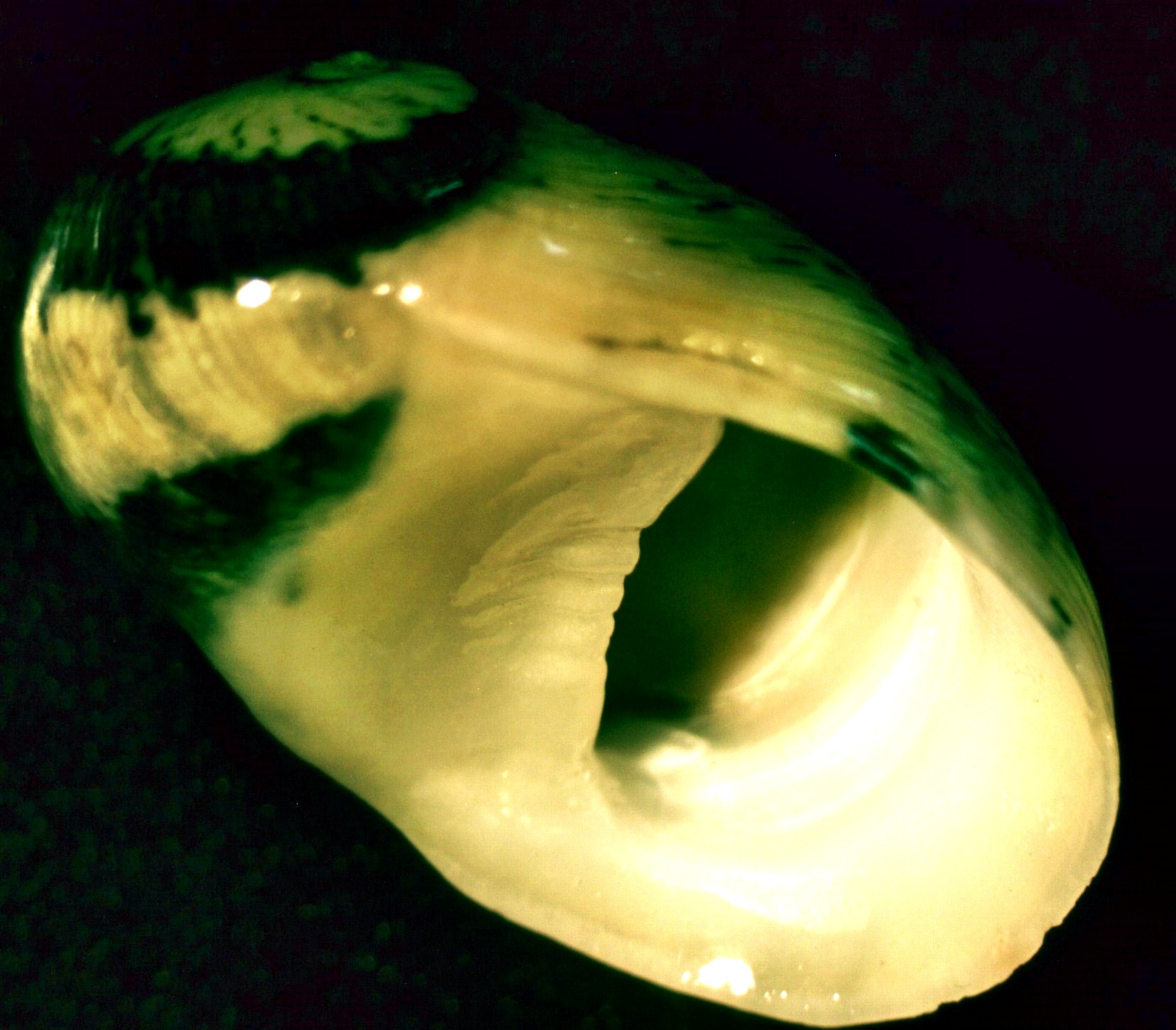
Nerita litterata

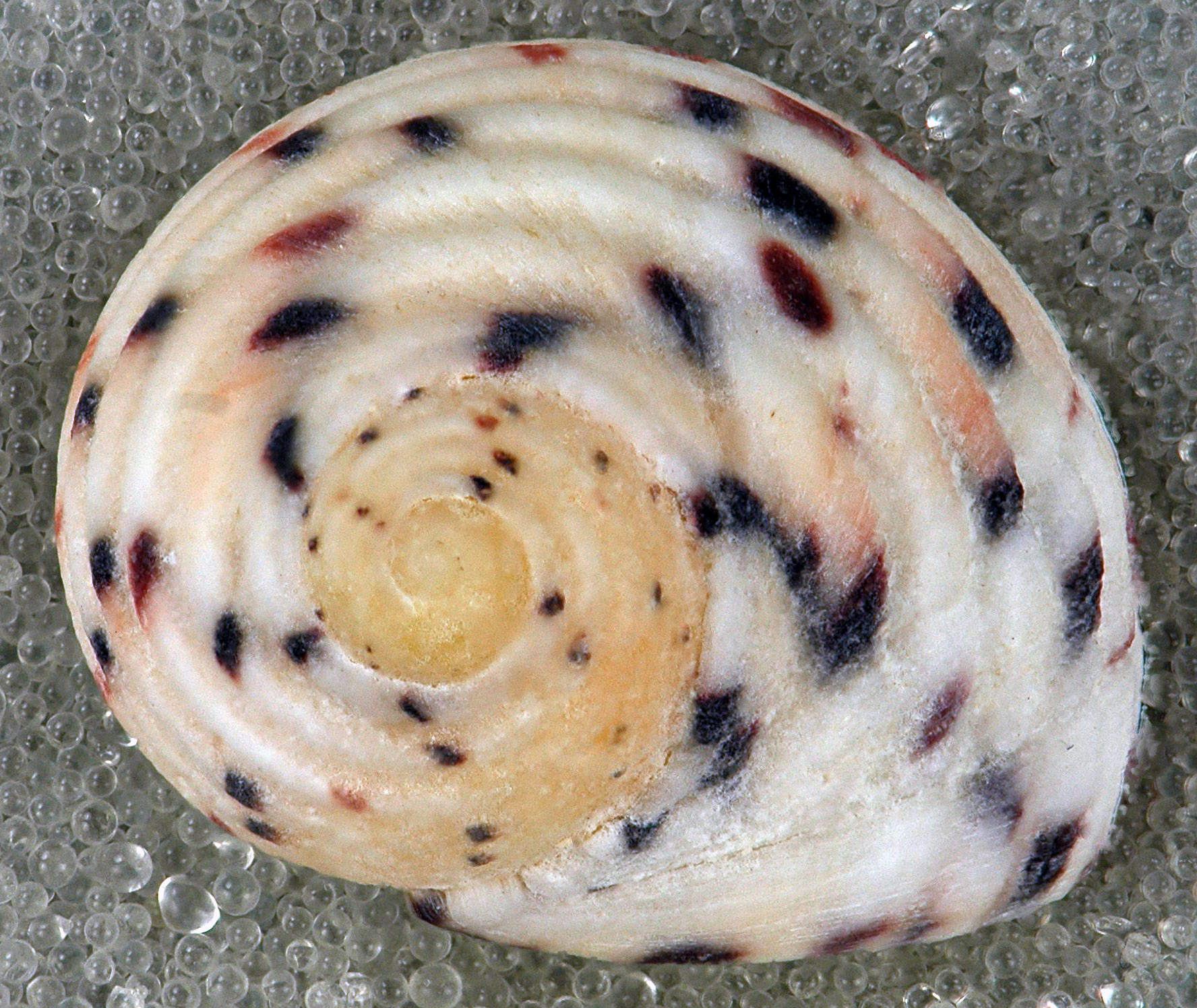
Nerita versicolor

Do rodzaju należą następujące gatunki:

- Nerita adenensis Mienis, 1978
- Nerita albicilla Linnaeus, 1758
- Nerita alveolus Hombron & Jacquinot, 1848
- Nerita antiquata Récluz, 1841
- Nerita argus Récluz, 1841
- Nerita ascensionis Gmelin, 1791
- Nerita aterrima Gmelin, 1791
- Nerita atramentosa Reeve, 1855
- Nerita auversiensis Deshayes, 1864 †
- Nerita balteata Reeve, 1855
- Nerita bergardana D.L.M. Vidal, 1921 †
- Nerita brimonti Deshayes, 1864 †
- Nerita caronis Brongniart, 1823 †
- Nerita chamaeleon Linnaeus, 1758
- Nerita chilensis R.A. Philippi, 1887 †
- Nerita chlorostoma Lamarck, 1816
- Nerita cingulata Reuss, 1854 †
- Nerita costata Gmelin, 1791
- Nerita costulata von dem Busch, 1844
- Nerita craigi Symonds, Gain & Belliard, 2017 †
- Nerita dombeyi Récluz, 1841
- Nerita eichhorsti Krijnen, Gras & Vink, 2018
- Nerita ellyptica Le Guillou, 1841
- Nerita emiliana Mayer, 1872 †
- Nerita erythrostoma Eichhorst & Neville, 2004
- Nerita essingtoni Récluz, 1842
- Nerita exuvia Linnaeus, 1758
- Nerita filosa Reeve, 1855
- Nerita fortidentata Vermeij & T.N. Collins, 1988 †
- Nerita fragum Reeve, 1855
- Nerita fulgurans Gmelin, 1791
- Nerita fuliginata Reeve, 1855
- Nerita funata Dujardin, 1837 †
- Nerita funiculata Menke, 1850
- Nerita gemmata Pethö, 1906 †
- Nerita gliberti Mienis, 1975 †
- Nerita granulosa Deshayes, 1825 †
- Nerita grasi Eichhorst, 2016
- Nerita grisea Reeve, 1855
- Nerita grossa Linnaeus, 1758
- Nerita guamensis Quoy & Gaimard, 1834
- Nerita helicinoides Reeve, 1855
- Nerita histrio Linnaeus, 1758
- Nerita ickei K. Martin, 1916 †
- Nerita incerta von dem Busch, 1844
- Nerita incurva E. von Martens, 1887
- Nerita insculpta Récluz, 1841
- Nerita japonica Dunker, 1860
- Nerita jayanca Olsson, 1944 †
- Nerita kaffraria H. Woods, 1906 †
- Nerita lianae T. Cossignani, 2019
- Nerita lirellata Rehder, 1980
- Nerita litterata Gmelin, 1791
- Nerita longii Récluz, 1842
- Nerita luteonigra H. Dekker, 2000
- Nerita magdalenae Gmelin, 1791
- Nerita maura Récluz, 1842
- Nerita maxima Gmelin, 1791
- Nerita melanotragus E.A. Smith, 1884
- Nerita milnesi Ludbrook, 1983 †
- Nerita minor F. Sandberger, 1861 †
- Nerita morio (G.B. Sowerby I, 1833)
- Nerita multicarinata Doncieux, 1908 †
- Nerita neritopsoides Reeve, 1855
- Nerita nigerrima Dillwyn, 1817
- Nerita nigrita Röding, 1798
- Nerita novaeguineae Lesson, 1831
- Nerita ocellata Le Guillou, 1841
- Nerita oligopleura Dall & Ochsner, 1928 †
- Nerita olivaria Le Guillou, 1841
- Nerita olympia Squires & Goedert, 1994 †
- Nerita orbignyana Récluz, 1841
- Nerita originalis S. Hong, B. Park & U.W. Hwang, 2023
- Nerita ornata Stephenson, 1952 †
- Nerita oryzarum Récluz, 1841
- Nerita palauensis Ladd, 1966 †
- Nerita patula Récluz, 1841
- Nerita peloronta Linnaeus, 1758
- Nerita picea Récluz, 1841
- Nerita planospira Anton, 1838
- Nerita plicata Linnaeus, 1758
- Nerita plutonis Basterot, 1825 †
- Nerita polita Linnaeus, 1758
- Nerita quadricolor Gmelin, 1791
- Nerita rhenana Thomä, 1845 †
- Nerita sanguinolenta Menke, 1829
- Nerita scabricosta Lamarck, 1822
- Nerita semilevis Stephenson, 1952 †
- Nerita semilugubris Deshayes, 1864 †
- Nerita semirugosa Récluz, 1841
- Nerita senegalensis Gmelin, 1791
- Nerita sharonae (Squires & Saul, 2001) †
- Nerita signata Lamarck, 1822
- Nerita squiresi Bandel & Kiel, 2003 †
- Nerita striata Burrow, 1815
- Nerita subcompacta Trechmann, 1927 †
- Nerita sucabumiana K. Martin, 1905 †
- Nerita symondsi Pacaud, 2017 †
- Nerita taiwanensis Thach, 2023
- Nerita tessellata Gmelin, 1791
- Nerita textilis Gmelin, 1791
- Nerita tjidamarensis K. Martin, 1879 †
- Nerita trifasciata Le Guillou, 1841
- Nerita umlaasiana Krauss, 1848
- Nerita umzambiensis H. Woods, 1906 †
- Nerita undata Linnaeus, 1758
- Nerita undulata Gmelin, 1791
- Nerita versicolor Gmelin, 1791
- Nerita vexillum Reeve, 1855
- Nerita vitiensis Hombron & Jacquinot, 1848
- Nerita winteri R.A. Philippi, 1844
- Nerita yoldii Récluz, 1841
- Nerita zatinii Bertarelli & Inzani, 1985 †